# Jaywalkin'
Ne doit pas être confondu avec Jaywalking.
Jaywalkin' est le premier album uniquement crédité du bassiste danois Niels-Henning Ørsted Pedersen enregistré en 1975 et sorti sur le label danois SteepleChase.

## Artistes
- Niels-Henning Ørsted Pedersen
- Philip Catherine
- Ole Kock Hansen
- Billy Higgins

## Pistes
1. Summer Song - 5:15
2. Sparkling Eyes - 5:12
3. A felicidade (Antônio Carlos Jobim) - 6:15
4. Jaywalkin' - 6:13
5. My Little Anna - 6:25
6. Yesterday's Future - 5:34
7. Interlude - 1:44
8. Cheryl (Charlie Parker) - 5:31
9. That's All (Alan Brandt, Bob Haymes) - 2:58
10. Summer Song #5 - 5:09 Bonus track on CD reissue